# Celia Björk
Celia Linnéa Björk, född 29 november 1946 i Högalids församling i Stockholm, är en svensk-amerikansk kristen sångare. Hon är dotter till kyrkosångaren Sven Björk och hans hustru Märta Linnea, ogift Vidström. Hon flyttade som barn till USA med föräldrarna 1951, men kom emellanåt tillbaka till Sverige där hon gjorde sångarresor tillsammans med fadern. Far och dotter gjorde också flera skivinspelningar tillsammans.

## Diskografi i urval
- Inntil den dag (på norska) (Klango)
- Davids 32 psalm (Tonofon/Kronofon)
- Sven Björk sjunger med dottern Celia (Hemmets Härold) (1966)
- En jubelton vid Golgata bröt fram (Lyra/Cupol) (1967)
- Fast osynlig Herren vandrar (Lyra/Cupol) (1967)